# Петриченко Віоліна
Віоліна Анатоліївна Петриченко (18 червня 1984, Запоріжжя) — українська піаністка, лавреатка міжнародних конкурсів. Зараз Віоліна мешкає в м. Кельні, де має свій приватний клас, активно концертує, виступає на німецькому радіо та телебаченні.

## Життєпис
Віоліна Петриченко народилася в Україні у сім'ї музикантів. Вже з шести років почала грати на фортепіано. Музичну освіту здобувала спочатку в музичній школі при музичному училищі Запоріжжя, а потім, з 2000 року, навчалася на двох факультетах (теоретичному та фортепіанному) цього ж училища.
З 12 років вона стала учасницею Міжнародного конкурсу імені Сергія Прокоф'єва. У 16 років була опублікована її перша теоретична робота. Обидва дипломи вона отримала з відзнакою. Після закінчення Київської музичної академії Віоліна Петриченко з 2007 року вчилася у Німеччині — у Веймарській вищій школі музики, далі в Кельнській вищій школі музики та в Університеті мистецтв в Ессені. За свої академічні та художні досягнення вона отримала нагороду DAAD (Deutscher Akademischer Austauschdienst), премію Folkwang University of the Arts у категорії «Музика», спеціальну премію «Росаріо Марчіано» та інші відзнаки.
У 2011 році вона заснувала «Дует Кіоль» (Duo Kiol) разом із саксофоністкою Кірстіною Нідерштрасер. З 2015 року грає також у тріо «Серенада», у концертній програмі якого є обробки українських творів (Косенка, Скорика тощо).
Перебуваючи в Німеччині почала знайомити німців з музикою українських композиторів. Віоліна Петриченко записала альбом «Українські настрої» з композиціями українських класиків XX століття, що вийшов у Німеччині у 2015 році. До її альбому ввійшли композиції українських композиторів XX століття: Левка Ревуцького, Віктора Косенка, Миколи Колесси, Ігоря та Юрія Шамо. Свої виступи на концертах Віоліна Петриченко супроводжувала розповідями про виконувані твори та про композиторів, які їх створили.
У 2016 році музикантка організувала фестиваль української класичної музики у німецькому місті Мюнстері.
У 2017 році у Дюссельдорфі (18.11), Львові (26.11), Вупперталі (2.12), Мюнхені (9.12) та Берліні (14.12) відбулися концерти-презентації компакт-диску «Мовчазний голос Василя Барвінського».
За особливі академічні та мистецькі досягнення вона отримала нагороду Німецької служби академічних обмінів (DAAD), нагороду в галузі музики університету Фолькванга, в конкурсі Розаріо Марсіано її відзначили дипломом, а в конкурсі Меденус вона отримала приз глядацьких симпатій.
При цьому артистка провадить активну концертну діяльність. У концертних подорожах вона відвідала Німеччину, Голландію, Францію, Австрію, Іспанію, Чехію та Україну. Віоліна багаторазово грала для німецького радіо культури та телебачення. Вона грала на багатьох фестивалях (Байройтський фортепіанний фестиваль, Фестиваль європейської музики, фортепіанний фестиваль у місті Ресрат, Звук світів (Бад-Ноєнар-Арвайлер), Музичні дні в Альт Кайнахер (Австрія), Контрасти (Львів, Україна).
Крім того, вона додатково займається історичними клавішними інструментами. Це знаходить вираження на численних концертах (міський замок та будинок Франца Ліста в місті Веймарі, замок-музей у Зондерсгаузені).
Віоліна — визнана артистка, що віддано присвячує себе збереженню та популяризації української культури. Її дебютний сольний альбом, на якому прозвучали фортепіанні твори О. Скрябіна та ранні композиції Віктора Косенка, мав на меті відкрити перед Європою красу музики Віктора Косенка. Цей компакт-диск здобув велике визнання серед критиків, що спонукало Віоліну до створення наступного альбому «Українські настрої» у 2015 році, де звучали тільки українські композитори.
Віоліна зробила значний внесок у популяризацію спадщини Василя Барвінського, записавши його фортепіанні твори, та вразила глядачів прем'єрним виконанням його фортепіанного концерту в Лондоні та Палермо у 2022 році. У 2023 році виник альбом «Мрії — Українська Надія» з творами Лисенка, Степового та Ревуцького. Цей альбом отримав номінацію на почесну премію «Opus Klassik». Віоліна намагається демонструвати українську музику в різних форматах, створюючи нові програми з різними музикантами. Зокрема, так народився альбом разом із відомою співачкою Лєною Бєлкіною «Passion for Ukraine» з романсами Кирила Стеценка, Григорія Алчевського, Михайла Жербіна, Розумейка.

## Концертна діяльність
Віоліна Петриченко часто виступає з концертами в Україні та Європі і вважає важливим знайомити міжнародну аудиторію з творами українських композиторів.
Поміж своєї творчості, Віоліна проявила себе як художня керівниця та співорганізаторка днів української музики у Мюнстері, Німеччина. У 2023 році вона заснувала фестиваль української музики «Sounds of Ukraine». Мета цього фестивалю — демонструвати різноманітність епох, стилів і настроїв, залучаючи різних музикантів, які мають спільну ідею — подарувати Європі можливість насолодитися багатством української музики.
Наприкінці листопаду Петриченко випустила новий альбом “Winter Whispers”, до якого потрапили інтерпретації української різдвяної музики. Реліз став непересічною подією, на яку відреагували впливові європейські музичні медіа.
Восени 2023 року спільно з Академічним симфонічним оркестром Львівської філармонії піаністка провела великий концертний тур містами Німеччини з фортепіанним концертом Барвінського під орудою Володимира Сивохіпа.
У грудні 2023 року вона виступила із парафразом сучасного харківського митця Сергія Юшкевича на тему «Щедрика» Леонтовича у всесвітньо відомій Берлінській філармонії. У лютому-березні 2024 відбулось виконання фортепіанного концерту Василя Барвінського у турне містами Німеччини. Спільно з Академічним симфонічним оркестром Львівської національної філармонії на перетині весни й літа-2024 пройшов грандіозний тур-українська прем’єра відновленої повної версії фортепіанного концерту Косенка в Дніпрі, Львові, Києві, Вінниці, Житомирі, Щецині, Катовіцах (Польща).

## Дискографія
1. 2014 — «Слов'янська шляхетність» / (Slavic Nobility)
2. 2015 — «Українські настрої» / (Ukrainian Moods)
3. 2017 — «Мовчазний голос Василя Барвінського» / (The Silenced Voice of Vasyl Barvinsky)
4. 2023 — «Зимовий шепіт» / Winter Whispers. Ukrainian Piano Tales